# Cobb (Oregon)
Cobb az Amerikai Egyesült Államok Oregon államának Umatilla megyéjében, az Oregon Route 11 mentén elhelyezkedő önkormányzat nélküli település.